# Дзидзигури, Шота Варламович
Шота Варламович Дзидзигури (груз. შოთა ვარლამის ძე ძიძიგური; 15 августа 1911, Матходжи — 14 декабря 1994) — грузинский лингвист, исследовавший историю и диалектологию картвельских языков, а также баскского языка. Доктор филологических наук, академик АН Грузинской ССР с 1974 г. Автор многочисленных публикаций по грамматике и истории грузинского языка, диалектологии, ономастике, литературной критике.

## Биография
Дзидзигури родился в семье учителей. В 1931 г. стажировался у академика Н. Я. Марра. Был одним из активных сторонников гипотезы баско-кавказского родства, к которой критически относится современная лингвистика. В то же время, энтузиазм Дзидзигури стимулировал исследования баскской проблемы на территории бывшего СССР.